# والنوت هيل (إلينوي)
والنوت هيل (بالإنجليزية: Walnut Hill)‏ هي معلم جغرافي تقع في الولايات المتحدة في إلينوي. يقدر عدد سكانها بـ 109 نسمة .

## الموقع الجغرافي
الموقع الجغرافي للمناطق المحيطة بهذه النقطة هو كالتالي:

## أعلام
- ويليام شيرمان جينينغز